# Caparrapí (kommun)
Caparrapí är en kommun i Colombia.   Den ligger i departementet Cundinamarca, i den centrala delen av landet, 110 km nordväst om huvudstaden Bogotá. Antalet invånare är 16 483.